# Braniff International Airways

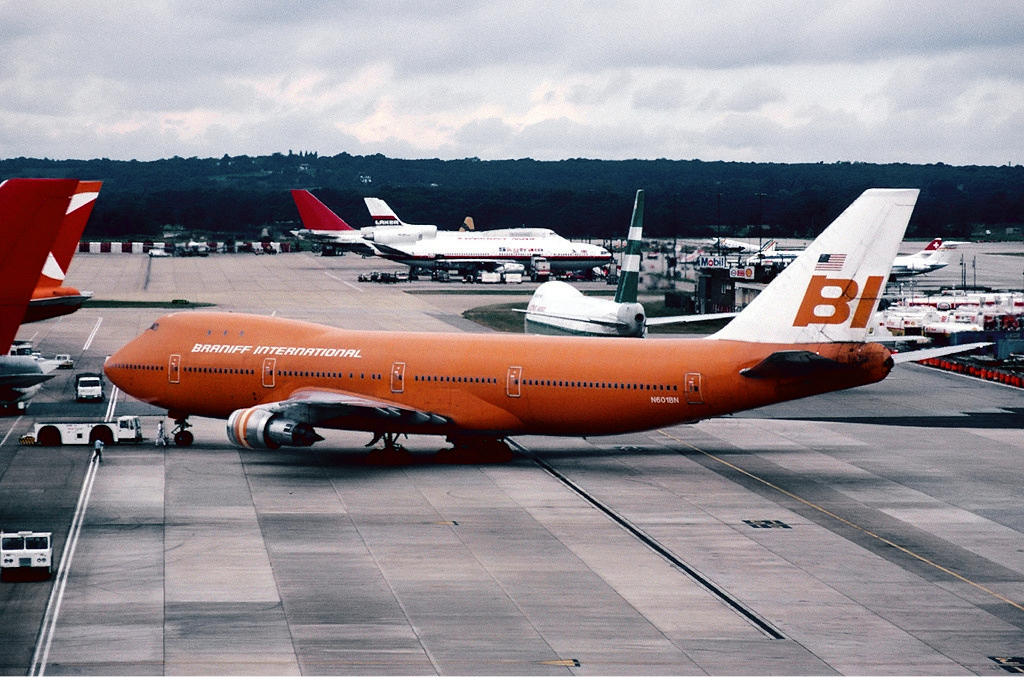
Boeing 747-100 på London Gatwick Airport 1981.

Braniff International Airways var ett amerikanskt flygbolag som existerade mellan åren 1928 och 1982. Flygbolaget trafikerade främst delar av USA, Sydamerika och Panama, men senare också Asien och Europa. Företaget lades ner 12 maj 1982.